# Duchesne (Utah)
Pour les articles homonymes, voir Duchesne.
La ville de Duchesne (en anglais [duˈʃeɪn]) est le siège du comté de Duchesne, dans l’État de l’Utah, aux États-Unis. Sa population, qui s’élevait à 1 690 habitants lors du recensement de 2010, est estimée à 1 710 habitants en 2019.

## Histoire
La ville tient son nom de la rivière Duchesne, un affluent de la Green River qui fut dénommée ainsi en l'honneur de Philippine Duchesne, missionnaire catholique qui évangélisa les Amérindiens en Louisiane française puis dans l'Ouest américain après la vente de la Louisiane par Napoléon Ier.

## Source
- (en) Cet article est partiellement ou en totalité issu de l’article de Wikipédia en anglais intitulé « Duchesne, Utah » (voir la liste des auteurs).

1. ↑  (en) « Population and Housing Unit Estimates », United States Census Bureau, 24 mai 2020 (consulté le 27 mai 2020)
2. ↑  (en) « Census of Population and Housing », Census.gov (consulté le 4 juin 2015)